# Olej sojowy

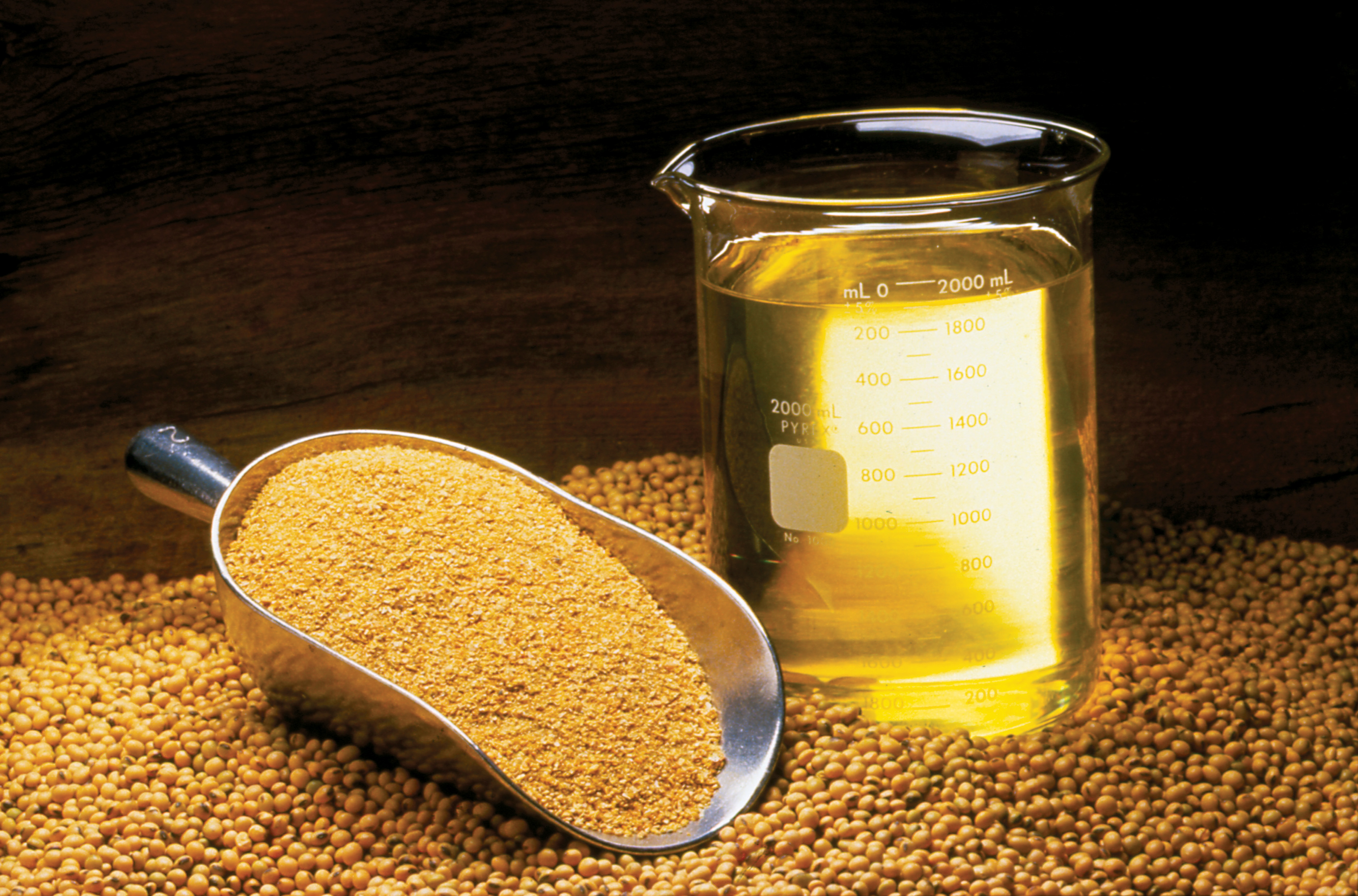
Olej sojowy

Olej sojowy – rodzaj oleju roślinnego wytwarzany przez tłoczenie ziaren soi zwyczajnej. Wykorzystywany jest w przemyśle spożywczym, kosmetycznym (ze względu na zawartość sporych ilości kwasu linolowego), chemicznym (do produkcji lakierów i farb) oraz jako biopaliwo.